# Maison de la culture Pointe-aux-Trembles

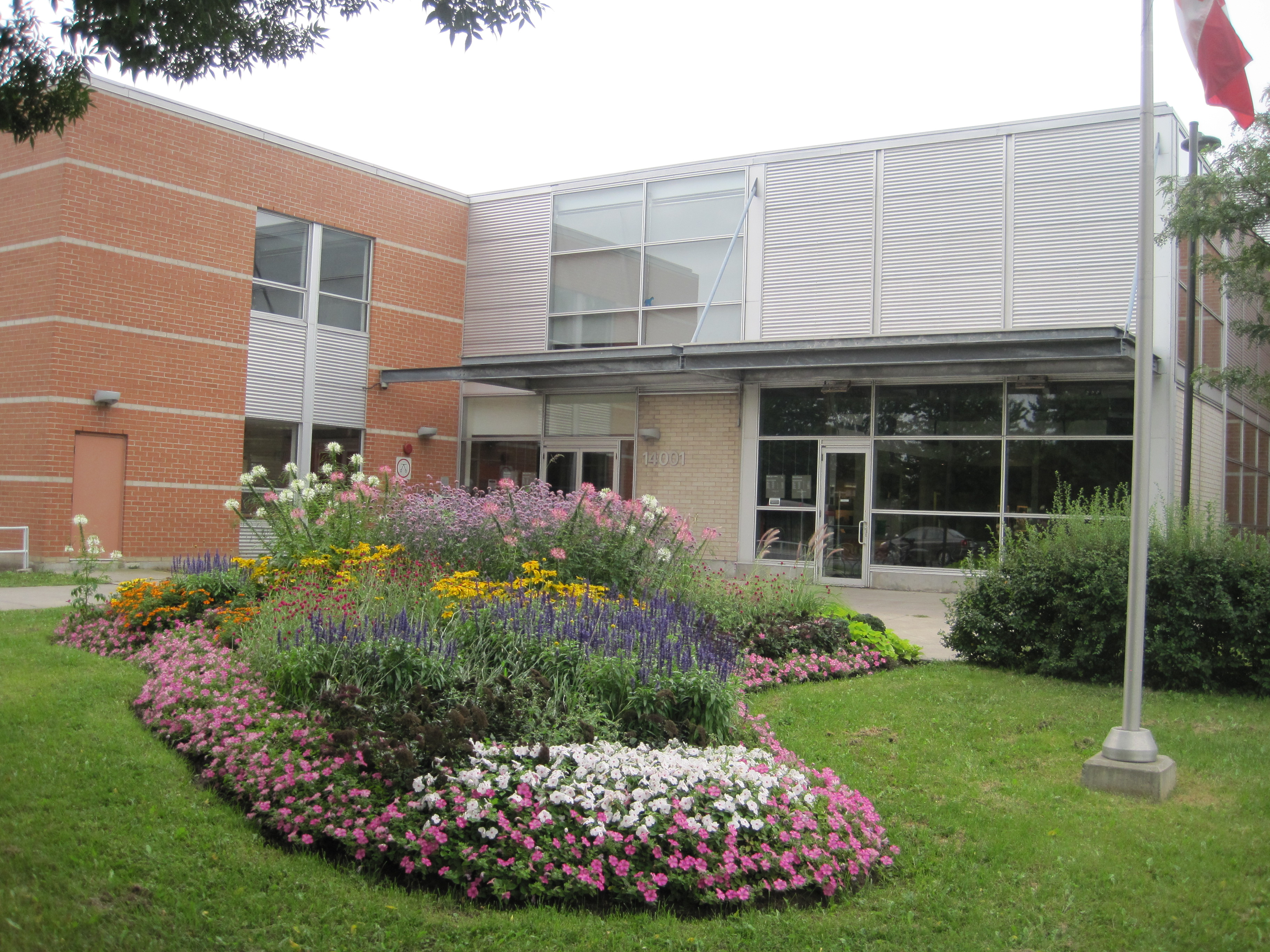
Maison de la culture de Pointe-aux-Trembles, août 2010

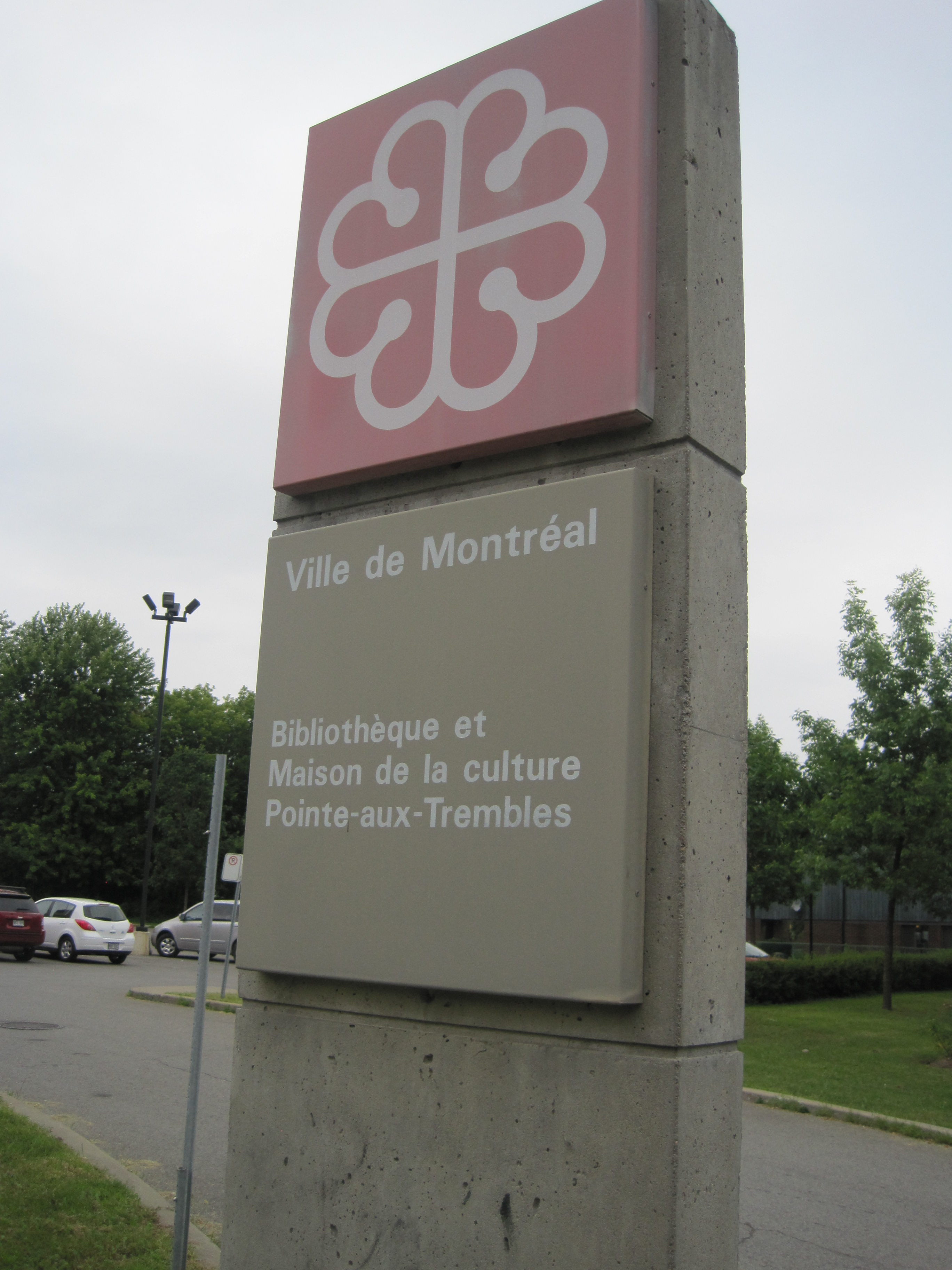
Enseigne de la Maison de Pointe-aux-Trembles, août 2010

La Maison de la culture Pointe-aux-Trembles est l'une des maisons de la culture de Montréal. Elle est un service géré par la Ville de Montréal dont la principale mission est d’assurer la diffusion d’événements culturels gratuitement, ou moyennant des coûts minimes, à la population.
Inaugurée en 2001, elle est située au 14 001, rue Notre-Dame Est dans l'Arrondissement Rivière-des-Prairies–Pointe-aux-Trembles.

## Installations et événements
La Maison de la culture Pointe-aux-Trembles, située sur le bord du fleuve Saint-Laurent, possède deux salles d'exposition et une bibliothèque. La salle principale est juxtaposée à un café. La seconde salle, nommée la maison Beaudry, est un bâtiment historique datant de 1732 entouré d'un magnifique parc. La maison propose un riche programme d'expositions renouvelées toutes les sept semaines. Principalement tournée vers les arts contemporains, la maison met aussi parfois le patrimoine ainsi que les sciences et les technologies à l'honneur.
La maison de la culture Pointe-aux-Trembles comprend aussi un auditorium de 200 sièges.

## Sources
- ville.montreal.qc.ca
- accesculture.com
- Maison de la Culture Pointe-aux-Trembles